# Kansas Speedway
Le Kansas Speedway est un circuit automobile de type tri-oval situé à Kansas City dans l'état du Kansas aux États-Unis.
Le circuit a été construit en 2001 et est depuis l'hôte de deux courses annuelles des NASCAR Cup Series.
Des courses d'IndyCar Series s'y déroulent également depuis 2011.
Le Speedway est propriété de l'International Speedway Corporation qui se charge de la gestion quotidienne du circuit.

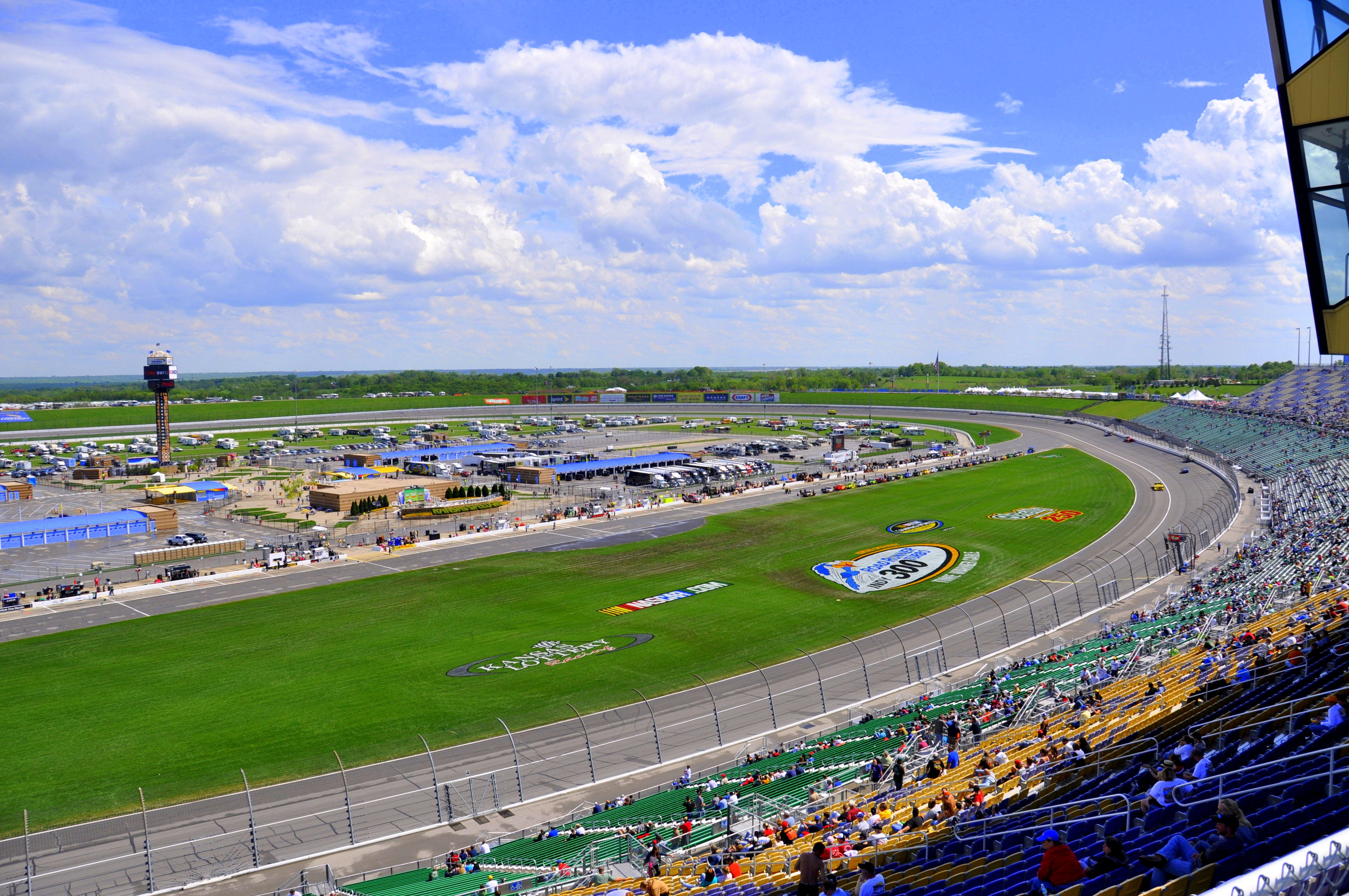
Kansas Speedway

## Caractéristiques
La piste a une longueur de 1,5 milles (2,414 km). Le circuit est donc un speedway (circuit intermédiaire d'une longueur située entre 1,6 kilomètres (0,994 mi) et 3,2 kilomètres (1,988 mi)). Son revêtement est en asphalte.
Le circuit présente quatre virages ayant une inclinaison de 17 à 20°, une ligne droite arrière inclinée de 5° et une ligne droite avant inclinée de 9 à 11°.
Le site comporte de nombreuses tribunes offrant 63 000 places assises. Un parking gratuit peut accueillir 35 000 véhicules.
Un circuit de route a été créé dans l'infield du Kansas Speedway. Il présente six virages et a une longueur de 2,37 milles (3,814 km).

## Courses actuelles
- NASCAR Cup Series
  - Digital Ally 400
  - Hollywood Casino 400
- NASCAR Xfinity Series
  - Kansas Lottery 300 (en)
- Camping World Truck Series
  - Digital Ally 250 (en)
- ARCA
  - Kansas ARCA 150 (en)

## Anciennes courses
- United SportsCar Championship
  - Grand Prix of Kansas (2013-2014)
- IndyCar Series
  - RoadRunner Turbo Indy 300 (en) (2001–2010)
- Indy Lights
  - Kansas Lottery 100
- NASCAR Winston West (en)
  - Kansas 100 (2001–2002)
- CART Dayton Indy Lights Series
  - Kansas 100 (2001)
- USAC Silver Crown Series
  - KansasSpeedway.com 100

## Records du circuit
| Record                                    | Date              | Pilote              | Temps           | Vitesse moyenne |
| ----------------------------------------- | ----------------- | ------------------- | --------------- | --------------- |
| NASCAR Cup Series                         |                   |                     |                 |                 |
| Qualifications                            | 3 octobre 2014    | Kevin Harvick       | 27,304 s        | 318,285 km/h    |
| Course                                    | 22 avril 2012     | Denny Hamlin        | 2 h 54 min 2 s  | 231,942 km/h    |
| NASCAR Xfinity Series                     |                   |                     |                 |                 |
| Qualifications                            | 16 octobre 2015   | Matt Kenseth        | 29,204 s        | 297,577 km/h    |
| Course                                    | 29 septembre 2001 | Jeff Green          | 2 h 19 min 24 s | 207,807 km/h    |
| NASCAR Camping World Truck Series         |                   |                     |                 |                 |
| Qualifications                            | 8 mai 2015        | Erik Jones          | 30,101 s        | 288,710 km/h    |
| Course                                    | 7 juillet 2001    | Ricky Hendrick (en) | 2 h 0 min 9 s   | 201,319 km/h    |
| IndyCar Series                            |                   |                     |                 |                 |
| Qualifications                            | 6 juillet 2002    | Scott Dixon         | 24,761 s        | 350,974 km/h    |
| Course                                    | 29 avril 2007     | Dan Wheldon         | 1 h 36 min 56 s | 302,829 km/h    |
| Rolex Sports Car Series (circuit routier) |                   |                     |                 |                 |
| Qualifications                            | 16 août 2013      | Scott Pruett        | 69,883 s        | 196,483 km/h    |
| Course                                    | 17 août 2013      | Scott Pruett        | 69,745 s        | 196,873 km/h    |
| Source :                                  |                   |                     |                 |                 |